# اچ‌ام‌سی‌اس انتاریو (سی۵۳)
اچ‌ام‌سی‌اس انتاریو (سی۵۳) (به انگلیسی: HMCS Ontario (C53)) یک کشتی است که طول آن ۵۵۵٫۵ فوت (۱۶۹٫۳ متر) می‌باشد. این کشتی در سال ۱۹۴۳ ساخته شد.